# Amdamdes
 (juillet 2018).
Amdamdes est un groupe de punk rock allemand, originaire de Landshut. Il est en actuel[Quand ?] contrat avec le label Nix-Gut Records. En 2013, deux morceaux du groupe sont indexés par le Bundesprüfstelle für jugendgefährdende Medien (Office fédéral allemand de surveillance des médias ciblant les jeunes) (BPjM).

## Biographie
Formé en 2003, Amdamdes reprend son nom de l'émission de télévision locale Am dam des. Un an plus tard, la démo Tötet den Clown est publiée. Elle est suivie en 2006 par un autre morceau, intitulé Ausgerutscht und hingefallen, qui n'est jamais publié. En 2008, la deuxième démo, Koks und Nutten, est publiée. Enfin, le groupe signe avec le label Nix-Gut Records, et sort son premier album, Guten Morgen Deutschland, produit par Martin K. (Rasta Knast).
Le 12 novembre 2012, l'office d'enquête criminelle de Bavière Bundesprüfstelle für jugendgefährdende Medien (Office fédéral allemand de surveillance des médias ciblant les jeunes) (BPjM) mène une enquête sur le groupe. Ce dernier est inscrit en liste B le 7 décembre 2012 ; l'annonce est faite pour la première fois par le Bundesanzeiger le 17 décembre 2012. À la suite d'une décision datant du 2 mai 2013, le dossier est affecté à la liste A. Le groupe y est inscrit à cause d'une reprise du morceau Polizei SA/SS du groupe Slime, qui, selon le BPjM, appelle à la violence contre les policiers.
Depuis ces inscriptions, le groupe rencontre des problèmes en concert. Selon le groupe, la police aurait approché les organisateurs et affirmé que le groupe serait soumis à une interdiction de concert à l'échelle nationale. Pour contrer cela, le groupe fait appel à un avocat. En 2013, le groupe joue au Labertal Festival de Schierling avec Dog Eat Dog et Dendemann, notamment. Le 23 octobre 2013, il est de nouveau inscrit, cette fois à cause de leur première démo.

## Style musical
Amdamdes joue un punk rock politisé, qui s'oppose au système, à la police et aux néo-nazis. En plus des sujets politiques, les chansons traitent aussi de la consommation d'alcool et des fêtes. Le groupe utilise délibérément des clichés du mouvement punk des années 1980, exprimant ainsi sa proximité à la scène. Son style musical reste minimale et ne comporte généralement que trois à quatre progressions d'accords. Le groupe comprend trois chanteurs qui chantent à tour de rôle.

## Discographie
- 2004 : Tötet den Clown (auto-production)
- 2008 : Koks und Nutten (auto-production)
- 2011 : Guten Morgen Deutschland (Nix Gut Records)